# Giuseppe Trevisani
Giuseppe Trevisani (Napoli, 31 maggio 1924 – Milano, 20 settembre 1973) è stato un grafico, giornalista e traduttore italiano.
Collaborò a Politecnico di Elio Vittorini, succedendo ad Albe Steiner nella realizzazione grafica.
Progettò l'impaginazione per il manifesto. Progettò anche, l'impaginazione del milanese Il Giorno, con soluzioni grafiche ed estetiche rivoluzionarie per l'epoca. Il Giorno uscì in edicola il 21 aprile 1956, per iniziativa del gruppo Eni di Enrico Mattei.